# Ablautus schlingeri
Ablautus schlingeri là một loài ruồi thuộc họ Ruồi ăn sâu.